# Våbensted Sogn
Våbensted Sogn 
ist eine Kirchspielsgemeinde (dän.: Sogn)
auf der Insel Lolland im südlichen Dänemark.
Bis 1970 gehörte sie zur Harde Musse Herred im damaligen Maribo Amt, danach zur Sakskøbing Kommune im Storstrøms Amt, die im Zuge der  Kommunalreform zum 1. Januar 2007 in der Guldborgsund Kommune in der Region Sjælland aufgegangen ist.
Im Kirchspiel leben 615 Einwohner (Stand: 1. Januar 2023).

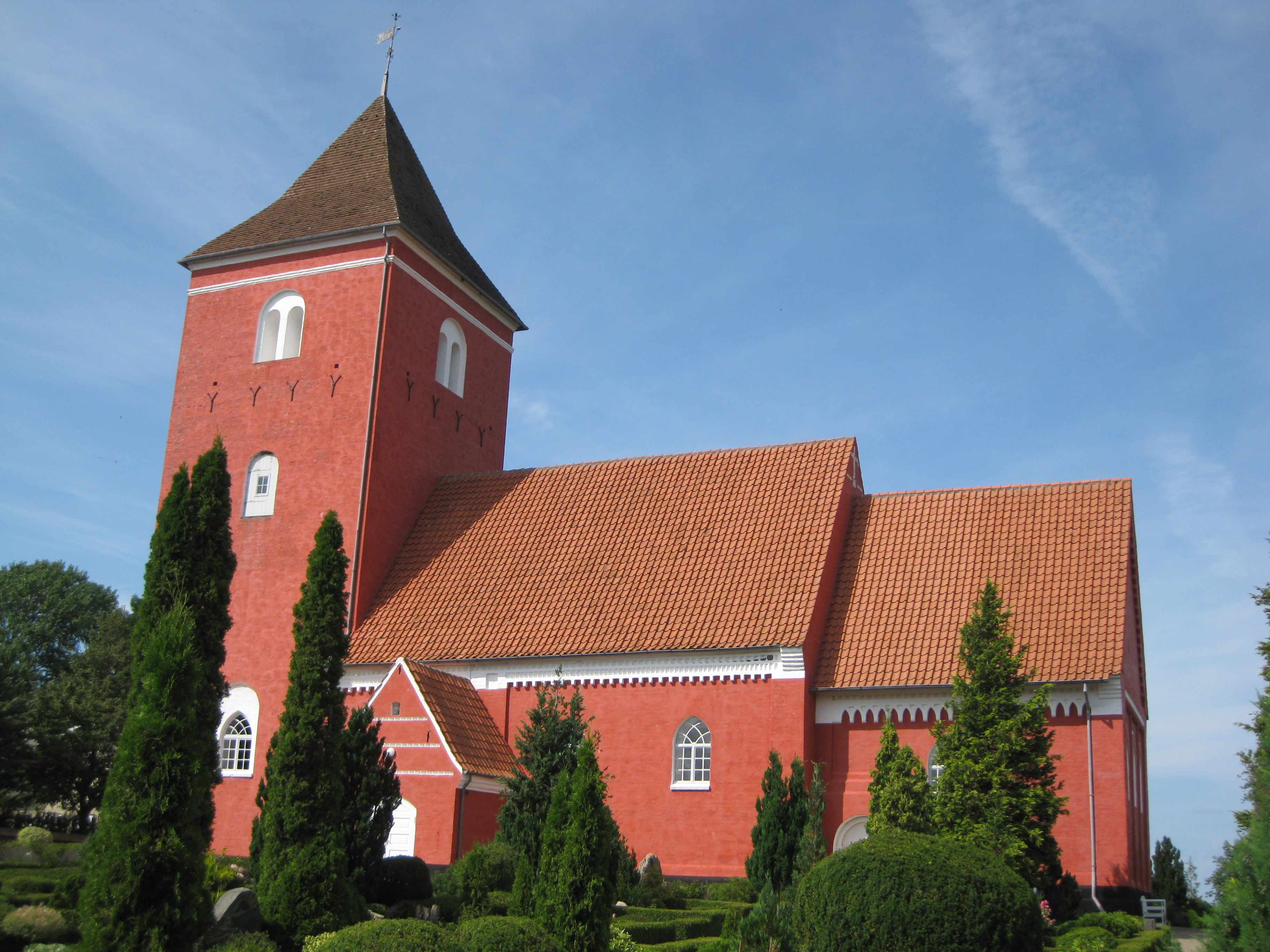
Våbensted Kirke

Im Kirchspiel liegt die Kirche „Våbensted Kirke“.
Nachbargemeinden sind im Nordosten Sakskøbing Sogn und im Süden Slemminge Sogn und Engestofte Sogn, ferner in der westlich benachbarten Lolland Kommune Hunseby Sogn.